# Nias (Sprache)
Nias ist eine auf der vor Sumatra gelegenen Insel Nias und auf den Batu-Inseln vom Volk der Nias gesprochene Sprache. Sie gehört zum Nordwest-Sumatra-Zweig der malayo-polynesischen Sprachen innerhalb der austronesischen Sprachen.
Nach Ethnologue (24. Ausgabe) gibt es folgende Dialekte:
- Nord: (besonders Gunung Sitoli) Prestige-Dialekt und „lingua franca“
- Süd: (besonders Teluk Dalam-Varietät) niedrigeres Prestige
- West
- Nordwest: Alasa-Gebiet, Sirombu und Mandrehe-Gebiete
- Zentral: Gomo-Gebiet, Teluk Dalam und Batu-Inseln.